# Жабинці (Чортківський район)

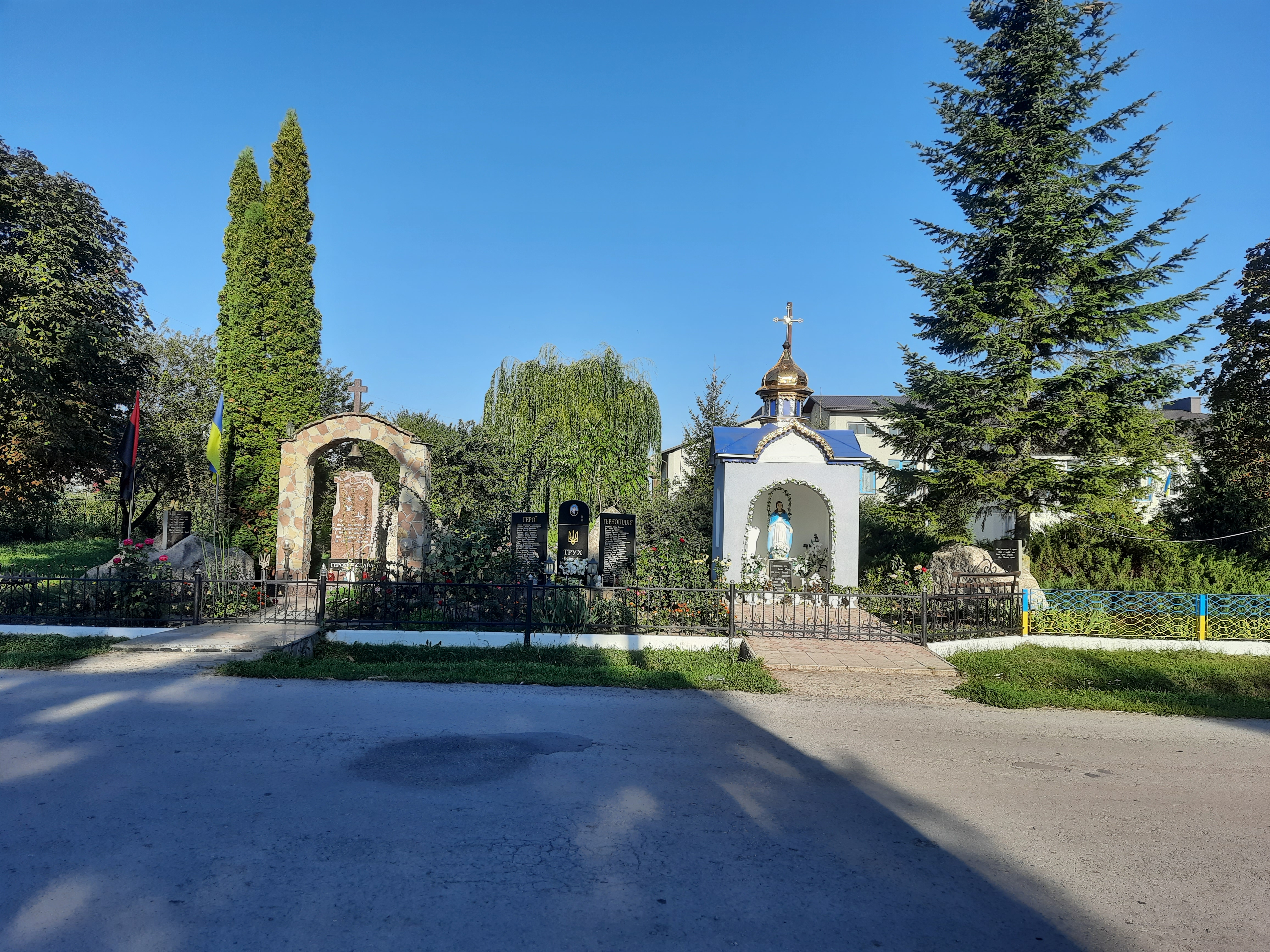
Меморіал в честь загиблих захисників України

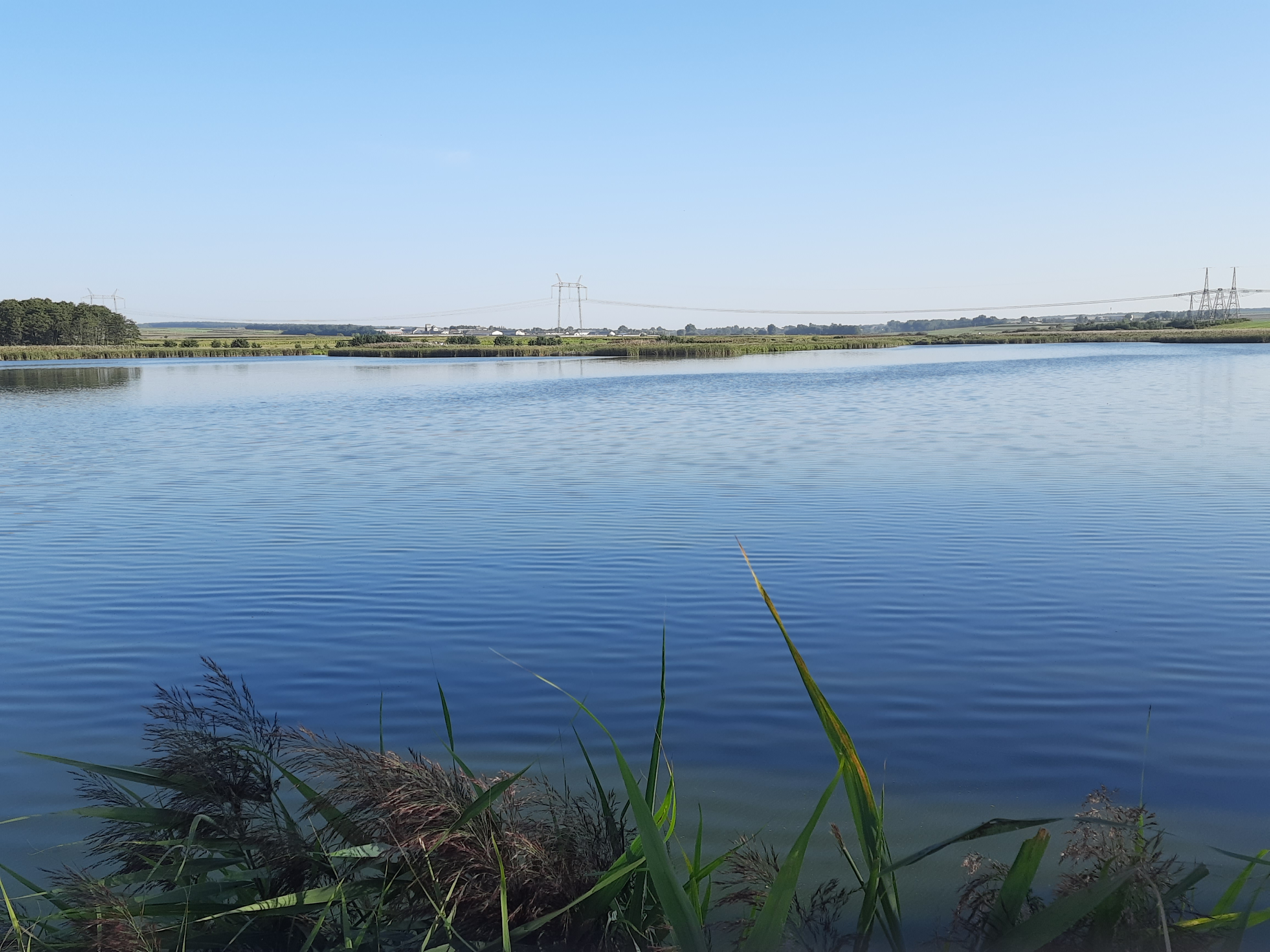
Жабинецький став

Жа́бинці — село в Україні, у Васильковецькій сільській громаді Чортківського району Тернопільської області. До 2015 адміністративний центр колишньої Жабинецької сільської ради.

## Географія
Розташоване на берегах р. Нічлава (ліва притока р. Дністер), за 25 км від районного центру і 9 км від найближчої залізничної станції Копичинці. За 2 км на південь від Жабинців проліг автошлях Гусятин–Борщів. Географічні координати: 490 03´ пн. ш. 250 59´ сх. д. Територія — 1,66 кв. км. Дворів — 190 (2014). Населення — 527 осіб (2014).

## Топоніміка
Назва походить, імовірно, від слова «жаби», яких тут було багато. За іншою версією – від міста Бинці, яке знаходилось між селами Жабинці, Коцюбинці і Лісками у 14–15 століттях. Після того, як татари зруйнували його, люди, що вижили заселили нові місця – одні розбудувалися «за Бинцями», а інші — коло «Бинців». З часом ці вислови перейшли в назви сіл — сусідів — Жабинці і Коцюбинці.

## Історія

### Давні часи
За археологічними даними, на території с. Жабинці існувало поселення часів України-Руси, на околицях села виявлено археологічні пам’ятки трипільської, черняхівської і давньоруської культур.

### Середньовіччя, Новий Час
У польських письмових джерелах населений пункт уперше згаданий у 1443 р. як Старий Ярослав, котрий мав атрибути міста: замок, ратушу, земський суд.
У середині 15 ст. з волі польського короля місто Старий Ярослав і землі навколо нього з жителями дісталися польському шляхтичеві Бествінському, який згодом мав прізвище Копицінський (Копичинський). При ньому розпочалося переселення польських селян із-під Кракова у Старий Ярослав.
У 1477 році замок частково зруйнували орди кримського хана Менглі Ґірея. 1504 року Старий Ярослав знищила турецько-татарська орда, був повністю зруйнований замок, більша частина населення вбита, інша взята в ясир, а ті, хто вцілів, покинули територію зруйнованого міста і заснували село Кочубин (нині Коцюбинці). Однак невелика частина жителів, котрі залишилися в зруйнованому місті, частково відновили його й найменували Новий Ярослав. У 16 ст. він називався Ярослав. Близько 1600 року село почало офіційно називатися Жабинці. У 1680 році на підставі Журавненського договору спільна польсько-турецька комісія визначила кордони, за якими Жабинці залишилися в складі Корони Польської.
Після 1-го поділу Речі Посполитої село з 1772 року — під владою Австрії (Заліщицький циркул, з 1816 року — Чортківський). Польські власники Жабинців Копицинецкі сприяли переселенню сюди польських селян із-під Кракова. Щоб полонізувати край, їм дарували кращі землі, у 1860 році в Жабинцях споруджено костел.

### XX століття
У 19 ст. село стало наполовину польським. Протягом 1863–1914 років належало до Гусятинського повіту.
У листопаді 1918 року в Жабинцях проголошено владу ЗУНР; восени 1920 року встановлено польську владу. Протягом 1921—1939 років село — Копичинецького повіту Тернопільського воєводства.
Після 17 вересня 1939 року у Жабинцях встановлена радянська влада. Від січня 1940 року до березня 1959 року село — Пробіжнянського району.
Від 7 липня 1941 до 23 березня 1944 року — під нацистською окупацією. В роки німецько-радянської війни у Червоній армії загинуло дев'ятеро жителів села: Франко Бучинський (1921–1941), Кароль Гуцал (1904–1941), Степан Дребіт (1904–1941), Адам Лахман (1924–1941), Євстахій Мурава (1922–1944), Євстахій Серединський (1919–1941), Антон Хоптовий (1908–1941), Максим Хоптовий (1903– 1944), Микола Хоптовий (1909–1941). За зв'язки з ОУН і УПА репресовано Івана Бережного, Галину Кревецьку, Володимира Мураву, Ярослава Лахмана.
У повоєнний час всі жителі Жабинців польської національності виїхали в Польщу, а в залишені будинки вселилися депортовані українці з Польщі. Від березня 1959 року до травня 1963 р. село — Копичинецького району, згодом до січня 1965 року — Чортківського. Відтоді й 2020 року Жабинці — Гусятинського, нині — Чортківського району.

### Період Незалежності
У ніч на 5 липня 2000 року Жабинці частково потерпіли від буревію.
У 2016—2020 роках село належало до Коцюбинської громади.
12 червня 2020 року, відповідно до розпорядження Кабінету Міністрів України № 724-р «Про визначення адміністративних центрів та затвердження територій територіальних громад Тернопільської області» увійшло до складу Васильковецької територіальної громади.
19 липня 2020 року, в результаті адміністративно-територіальної реформи та ліквідації Гусятинського району, село увійшло до складу новоутвореного Чортківського району.

## Політика

### Парламентські вибори, 2019
На позачергових парламентських виборах 2019 року у селі функціонувала окрема виборча дільниця № 610217, розташована у приміщенні будинку культури.
Результати
- зареєстровано 466 виборців, явка 71,46%, найбільше голосів віддано за Всеукраїнське об'єднання «Батьківщина» — 30,51%, за «Слугу народу» — 19,94%, за «Європейську Солідарність» — 15,71%.[4] В одномандатному окрузі найбільше голосів отримав Микола Люшняк (самовисування) — 29,00%, за Володимира Бліхаря (Всеукраїнське об'єднання «Батьківщина») — 26,89%, за Ігоря Сопеля (Слуга народу) — 16,62%[5].

## Населення

### Мова
Розподіл населення за рідною мовою за даними перепису 2001 року:
| Мова       | Кількість | Відсоток |
| ---------- | --------- | -------- |
| українська | 665       | 99.7%    |
| російська  | 2         | 0.3%     |
| Усього     | 667       | 100%     |

## Релігія
- церква Покрови Пресвятої Богородиці (1906, мурована, УГКЦ),
- костел Різдва Пресвятої Діви Марії (1777).

## Пам'ятники
Насипано символічну могилу Борцям за волю України (1991).

## Соціальна сфера
Діяли філії товариств «Просвіта», «Союз Українок» та інші.
У 1993 році збудовано школу. 1995 року утворена сільська рада. У 1997 році до села підведено газ.
Діють ЗОШ 1–2 ступенів, Будинок культури, бібліотека, фельдшерсько-акушерський пункт, дитячий садочок, приватна сільськогосподарська агрофірма «Нічлава», є приміщення Чортківської птахофабрики, ставки.
В честь Дня народження Володимира Труха Васильковецька громада проводить футбольні турніри та спортивні ігри.

## Пам'ятки
- Поселення Жабинці I[d] (ранній залізний вік (І тис. до н. е.), черняхівська культура (III—IV ст. н. е.), культура Лука-Райковецька (VIII—IX ст.), давньоруський час (XII—XIII ст.));
- Поселення Жабинці II[d] (західно-подільська група скіфського часу, черняхівська культура, давньоруський час (XII—XIII ст.));

## Відомі люди
- Казімеж Хмельовський[pl] (1925—1950) — польський офіцер, учасник операції «Гостра Брама», активіст антикомуністичного підпілля.
- Здислав Подедворний (1941) — польський футболіст та тренер.
- Ігор Сушко (1969) — українськиій футболіст.
- Володимир Трух (1992—2015) — солдат 80-ї окремої аеромобільної бригади, захисник Донецького аеропорту[8].